# Mathieu (Name)
Mathieu [ma.tjø] ist ein männlicher Vorname und Familienname.

## Herkunft und Bedeutung
Mathieu ist eine französische Form der männlichen Vornamen Matthias oder Matthäus und ein vom Vornamen abgeleiteter Familienname.

## Verbreitung
Der Name ist vor allem in Frankreich und Belgien, aber auch den Niederlanden, der Schweiz und Luxemburg verbreitet.
In Frankreich und Québec zählte Mathieu in den 1980er und 1990er Jahren zu den beliebtesten Jungennamen. In Frankreich wurde dabei auch die Schreibweise Matthieu sehr häufig gewählt.

## Namensträger

### Vorname
Mittelalter
- Mathieu I. de Montmorency († 1160), Herr von Montmorency und Connétable von Frankreich
- Mathieu II. de Montmorency († 1230), Connétable von Frankreich
- Mathieu III. de Montmorency († 1270), Herr von Montmorency
- Mathieu IV. de Montmorency  († 1305), Herr von Montmorency
- Mathieu de Montmorency-Laval (1767–1826), französischer Maréchal de camp, Staatsmann, Diplomat und Minister
- Mathieu de Montmorency († 1203), französischer Adliger, Kreuzfahrer und Begründer der Linie Montmorency-Marly, siehe Mathieu I. de Marly
- Mathieu de Vendôme († 1286), Abt von Saint-Denis und Regent von Frankreich, siehe Matthäus von Vendôme
- Fra' Mathieu de Clermont (lat.: fratis Mahé de Clermont; † 1291), Ritter des Hospitaliterordens
- Mathieu (Foix) (* nach 1363; † 1398), Vizegraf von Castelbon, Graf von Foix, Vizegraf von Béarn, Marsan und Lautrec sowie Co-Herr von Andorra

Neuzeit
- Mathieu Amalric (* 1965), französischer Film- und Theaterschauspieler, Filmregisseur und Drehbuchautor
- Mathieu Bléville (* vor 1521; † nach 1533), französischer Glasmaler der Renaissance
- Mathieu Boogaerts (* 1970), französischer Sänger und Komponist
- Mathieu Bouthier (* 1977), französischer DJ und Musikproduzent
- Mathieu Carrière (* 1950), deutscher Schauspieler
- Mathieu Darche (* 1976), kanadischer Eishockeyspieler und -funktionär
- Mathieu Demy (* 1972), französischer Schauspieler, Filmregisseur und Drehbuchautor
- Mathieu Dreyfus (1857–1930), elsässischer Industrieller
- Mathieu Faivre (* 1992), französischer Skirennläufer
- Mathieu Grébille (* 1991), französischer Handballspieler
- Mathieu Jaminet (* 1994), französischer Automobilrennfahrer
- Mathieu Jaton (* 1975), Schweizer Kulturmanager
- Mathieu Joseph (* 1997), kanadischer Eishockeyspieler
- Mathieu Kassovitz (* 1967), französischer Schauspieler, Filmregisseur und Drehbuchautor
- Mathieu Lange (1905–1992), deutscher Musiker und Dirigent
- Mathieu van der Poel (* 1995), niederländischer Radrennfahrer
- Mathieu von Rohr (* 1978), Schweizer Journalist
- Mathieu Tschantré (* 1984), Schweizer Eishockeyspieler

### Familienname
- Abel Mathieu (um 1520–nach 1572), französischer Jurist und Romanist
- André Mathieu (Pianist) (1929–1968), kanadischer Pianist und Komponist
- André Mathieu (Autor) (1949–2009), kanadischer Schriftsteller
- Anselme Mathieu (1828–1895), französischer Dichter okzitanischer Sprache
- Bernd Mathieu (* 1954), deutscher Journalist und Hochschullehrer
- Bruno Mathieu (* 1958), französischer Organist
- Chantal Mathieu (Harfenistin) (* 1951), französische Harfenistin
- Chantal Mathieu (Medizinerin) (* 1963), belgische Medizinerin
- Christiane Mathieu-Watel (* 1934), französische Tischtennisspielerin, siehe Christiane Watel
- Christoph Mathieu, deutscher Drehbuchautor und Journalist
- Claire Mathieu (* 1965), französische Informatikerin und Mathematikerin
- Claude Louis Mathieu (1783–1875), französischer Mathematiker und Astronom
- Dennise Mathieu (* 1951), US-amerikanische Diplomatin
- Dominique Mathieu (* 1963), belgischer römisch-katholischer Ordensgeistlicher, Erzbischof von Teheran-Isfahan im Iran, Kardinal
- Émile Léonard Mathieu (1835–1890), französischer Mathematiker
- Émile Louis Victor Mathieu (1844–1932), französischer Komponist
- Evelyn Mathieu (* 1965), puerto-ricanische Leichtathletin
- Félix Mathieu (* 1937), französischer Skilangläufer
- François-Désiré Mathieu (1839–1908), französischer Bischof und Historiker
- Frantz Mathieu (* 1952), haitianisch-US-amerikanischer Fußballspieler
- Fritz Rupprecht Mathieu (1925–2010), deutscher Maler, Bildhauer und Grafiker
- Georges Mathieu (1921–2012), französischer Maler
- Hartmut Mathieu (1944–2009), deutscher Redakteur und Politiker (CDU)
- Jean-Baptiste Mathieu (* 1880; † unbekannt), französischer Ruderer
- Jean-Paul Mathieu (* 1940), französischer Priester, Bischof von Saint-Dié
- Jeannie Mathieu (1932–2024), französische Badmintonspielerin
- Jérémy Mathieu (* 1983), französischer Fußballspieler
- Johann Mathieu (1888–1961), deutscher Kommunist und Gewerkschaftsfunktionär
- Jon Mathieu (* 1952), Schweizer Historiker
- Joseph Mathieu (1903–1965), deutscher Ingenieur und Hochschullehrer
- Julien Mathieu (* 1982), französischer Tennisspieler
- Julienne Mathieu († nach 1905), französische Stummfilm-Schauspielerin
- Marc-Antoine Mathieu (* 1959), französischer Comiczeichner
- Marie Mathieu (* 1956), puerto-ricanische Leichtathletin
- Marie-Sœurette Mathieu (1949–2023), haitianische Autorin
- Mario Mathieu (1917–1999), argentinischer Radrennfahrer
- Maurice Mathieu (General) (1768–1833), französischer General
- Maurice Mathieu (Badminton) (1928–2018), französischer Badmintonspieler
- Maurice Mathieu (Maler) (* 1934), französischer Maler
- Maurice Mathieu (Fotograf) (* 1949), französischer Fotograf
- Michael Mathieu (* 1984), bahamaischer Sprinter
- Michel Mathieu (1944–2010), französischer Diplomat
- Mireille Mathieu (* 1946), französische Sängerin
- Nicolas Mathieu (* 1978), französischer Schriftsteller
- Olivier Elzéar Mathieu (1853–1929), kanadischer Geistlicher, römisch-katholischer Erzbischof von Regina
- Paul-Henri Mathieu (* 1982), französischer Tennisspieler
- Pierre Mathieu (1943–2014), niederländischer Volleyballtrainer
- Pierre Mathieu-Bodet (1816–1911), französischer Politiker
- Pierre-François Mathieu (1808–1864), französischer Gelehrter
- Raphaël Mathieu (* 1983), französischer Curler
- Rémi Mathieu (* 1948), französischer Sinologe und Hochschullehrer
- Rodolphe Mathieu (1890–1962),  kanadischer Pianist, Komponist und Musikpädagoge
- Simonne Mathieu (1908–1980), französische Tennisspielerin
- Stephan Mathieu (* 1967), deutscher Musiker und Klangkünstler
- Theodor Mathieu (1919–1995), deutscher Jurist und Politiker (CSU)
- Tyrann Mathieu (* 1992), US-amerikanischer American-Football-Spieler
- Véronique Mathieu Houillon (* 1955), französische Politikerin, MdEP
- Vittorio Mathieu (1923–2020), italienischer Philosoph
- W. A. Mathieu (William Allaudin Mathieu; * 1937), US-amerikanischer Komponist, Pianist, Musikpädagoge und Chorleiter
- Yvan Mathieu (* 1961), kanadischer Ordensgeistlicher, Weihbischof in Ottawa-Cornwall